# Italo-Svevo-Preis
Der Italo-Svevo-Preis ist ein Literaturpreis, der seit 2001 an herausragende deutschsprachige Autoren verliehen wird. Der nach Italo Svevo benannte Preis ist mit 15.000 Euro dotiert und wird vom Hamburger Emissionshaus Nordcapital ermöglicht. Bis 2007 wurde er von der Blue Capital und bis 2004 in Zusammenarbeit mit der Freien Akademie der Künste zu Leipzig vergeben. Bis 2011 entschied ein vom Kuratorium bestimmter Juror allein, wer mit dem Preis geehrt wird. Seit 2013 verleiht eine dreiköpfige Jury mit wechselnder Zusammensetzung die Auszeichnung.
Der Italo-Svevo-Preis honoriert „literarische Spielarten des ästhetischen Eigensinns“, so der Preisstifter. Mit dem Preis werde das in mindestens drei eigenständigen Veröffentlichungen sichtbar gewordene Werk eines deutschsprachigen Autors gefördert und geehrt, dem es, nach Ansicht des Jurors, noch an gebührender öffentlicher Anerkennung und breiter Aufmerksamkeit ermangelt. Die Auszeichnung gelte Leistungen auf dem Gebiet der Prosa: Roman, Essay, literarische Reportage oder auch experimentelle Formen des Erzählens.
Seit 2005 findet die Preisverleihung im Literaturhaus Hamburg statt.

## Preisträger
- 2001: Kathrin Röggla
- 2002: Alois Hotschnig
- 2003: Hartmut Lange
- 2004: Eckhard Henscheid
- 2005: Jürg Laederach
- 2006: Rosa Pock
- 2007: Gerd Fuchs
- 2008: Marie-Luise Scherer
- 2009: Annette Pehnt
- 2011: Volker H. Altwasser
- 2013: Giwi Margwelaschwili
- 2014: Jochen Missfeldt[1]
- 2015: Nina Jäckle[2]
- 2016: Sabine Peters
- 2017: Zsuzsanna Gahse
- 2018: Jan Faktor
- 2019: Patricia Görg
- 2021: Jochen Schimmang[3]
- 2022: Gisela von Wysocki
- 2023: Kurt Drawert